# Campionato italiano di calcio da tavolo 1982

La finale Seniores tra Andrea Antiga (sx) e Davide Massino

L'ottavo campionato italiano di Subbuteo agonistico (calcio da tavolo) venne organizzano dalla F.I.C.M.S. a Reggio Calabria nel 1982. La gara fu suddivisa nella categoria "Seniores" e nella categoria "Juniores". Quest'ultima riservata ai giocatori "Under16". Questa edizione fu caratterizzata dalla squalifica "in corsa" del giocatore aquilano Pierpaolo Pesce, favorito della categoria "Juniores", reo di avere utilizzato durante la manifestazione un portiere non conforme al regolamento (eccedeva nelle dimensioni). Il giocatore fu squalificato ed escluso dalla classifica finale.

## Medagliere
| Pos. | Regione        |   |   |   | Totale |
| ---- | -------------- | - | - | - | ------ |
| 1    | Lombardia      | 1 | 0 | 1 | 2      |
| 2    | Abruzzo        | 1 | 0 | 0 | 1      |
| 3    | Emilia-Romagna | 0 | 1 | 0 | 1      |
| 4    | Liguria        | 0 | 1 | 0 | 1      |
| 5    | Puglia         | 0 | 0 | 1 | 1      |

## Risultati

### Categoria Seniores

#### Girone A
- Andrea Antiga - Edoardo Costanzo 5-1
- Davide Massino - Donato Rossi 1-0
- Andrea Antiga - Davide Massino 2-1
- Edoardo Costanzo - Donato Rossi 3-0
- Andrea Antiga - Donato Rossi 1-1
- Edoardo Costanzo - Davide Massino 0-0

#### Girone B
- Fabrizio Sonnino - Marco Meloni 2-0
- Marco Baj - Stefano De Francesco 1-3
- Fabrizio Sonnino - Marco Baj 2-4
- Marco Meloni - Nicola Di Lernia 1-1
- Fabrizio Sonnino - Stefano De Francesco 4-4
- Marco Baj - Nicola Di Lernia 2-1
- Fabrizio Sonnino - Nicola Di Lernia 1-1
- Fabio Meloni - Stefano De Francesco 0-5
- Stefano De Francesco - Nicola Di Lernia 2-0
- Marco Meloni - Marco Baj 1-2

#### Girone C
- Salvatore Cundari - Michele Motola 5-1
- Raffaele Mancini - Giorgio Manfioletti 3-0
- Salvatore Cundari - Raffaele Mancini 0-0
- Michele Motola - Giorgio Manfioletti 3-3
- Salvatore Cundari - Giorgio Manfioletti 3-1
- Michele Motola - Raffaele Mancini 0-7

#### Girone D
- Renzo Frignani - Adriano Potecchi2-2
- Salvatore Intravaia - Dragonetti 2-1
- Renzo Frignani - Salvatore Intravaia 4-0
- Adriano Potecchi - Dragonetti 2-0
- Renzo Frignani - Dragonetti 6-2
- Adriano Potecchi - Salvatore Intravaia 3-1

#### Quarti di finale
- Marco Baj - Andrea Antiga 2-3 d.t.s.
- Adriano Potecchi - Raffaele Mancini 1-0
- Salvatore Cundari - Renzo Frignani 1-0
- Stefano De Francesco - Davide Massino 1-2 d.t.s.

#### Semifinali
- Andrea Antiga - Adriano Potecchi 3-0
- Davide Massino - Salvatore Cundari 2-1

#### Finali
Finale 7º/8º posto
Raffaele Mancini - Renzo Frignani 2-0ff
Finale 5º/6º posto
Marco Baj - Stefano De Francesco 4-3
Finale 3º/4º posto
Adriano Potecchi - Salvatore Cundari 5-2 d.c.p.
Finale 1º/2º posto
Andrea Antiga - Davide Massino 3-2 d.t.s.

### Categoria Juniores

#### Girone A
- Solari - Migliavacca 0-3
- Guarino - Massimo Averno 0-9
- Solari - Guarino 6-1
- Migliavacca - Massimo Averno 0-3
- Solari - Massimo Averno 0-12
- Migliavacca - Guarino 7-0

#### Girone B
- Fabio Abate - Tommaso Damiani 0-1
- Danilo Spedaliere - Gianluca Pettinella 1-4
- Fabio Abate - Danilo Spedaliere 5-1
- Tommaso Damiani - Gianluca Pettinella 5-2
- Fabio Abate - Gianluca Pettinella 6-0
- Tommaso Damiani - Danilo Spedaliere 4-0

#### Girone C
- Nicotra - Davide Cattapan 2-0
- Pierpaolo Pesce - Giancarlo Russo 1-1
- Nicotra - Pierpaolo Pesce 1-3
- Davide Cattapan - Giancarlo Russo 2-5
- Nicotra - Giancarlo Russo 2-2
- Davide Cattapan - Pierpaolo Pesce 0-6

#### Girone D
- D. De Simoni - Roberto Iacovich 2-0
- Marco Santachiara - F. Camastra 1-0
- D. De Simoni - Marco Santachiara 0-0
- Roberto Iacovich - F. Camastra 0-0
- D. De Simoni - F. Camastra 4-0
- Roberto Iacovich - Marco Santachiara 0-0

#### Quarti di finale
- Massimo Averno - Fabio Abate 1-4
- Pierpaolo Pesce - Marco Santachiara 3-2
- D. De Simoni - Giancarlo Russo 2-1
- Tommaso Damiani - Migliavacca 3-2

#### Semifinali
- Fabio Abate - Pierpaolo Pesce squalificato
- Tommaso Damiani - D. De Simoni 6-7 d.c.p.

#### Finali
Finale 6º/7º posto
Marco Santachiara - Migliavacca 0-2
Finale 4º/5º posto
Massimo Averno - Giancarlo Russo 3-1
Finale 3°
Tommaso Damiani assegnato per squalifica
Finale 1º/2º posto
Fabio Abate - D. De Simoni 3-1